# Alessandra Contini Bonacossi

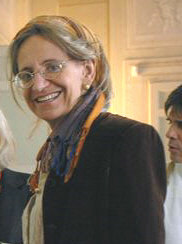
Alessandra Contini Bonacossi

Alessandra Contini Bonacossi (Firenze, 26 maggio 1951 – Firenze, 16 luglio 2006) è stata una storica e archivista italiana.

## Biografia
Seconda di sette figli, nacque a Firenze da Ugo Contini Bonacossi - nipote del grande collezionista Alessandro Contini Bonacossi e della moglie Vittoria Galli - e da Elisabetta Giustiniani, figlia di Girolamo Giustiniani e di Giulia Pandolfini. Nel 1978 si laureò in storia presso l'Università di Firenze, sotto la direzione di Giuliano Procacci, con una tesi sul dibattito politico intorno alle riforme annonarie nel '700 toscano. Frequentò con assiduità a Pisa i seminari tenuti da Mario Mirri e partecipò ad un progetto sulla storia del popolamento dell’alto Teramano dal 1980 al 1982. Nel 1981 conseguì il diploma di demografia storica presso l'École des hautes études en sciences sociales di Parigi e, nel 1985, quello di Archivistica, Paleografia e Diplomatica presso la Scuola dell'Archivio di Stato di Firenze. I suoi interessi di ricerca, basati sempre su uno studio attento delle fonti, ebbero un respiro europeo; si rivolsero alla storia del Settecento toscano e al governo degli Asburgo-Lorena, alla diplomazia medicea cinquecentesca, alla storia delle donne, allargandosi a molteplici aspetti delle istituzioni dei secoli XVI-XVIII: dalla demografia all'economia,  fino all'intreccio tra la politica interna e il sistema internazionale. 
Nel 1983, vincitrice di concorso, iniziò la sua attività presso l'Archivio di Stato di Firenze, dove assumerà l'incarico di responsabile degli archivi dell'età lorenese. In occasione del trasferimento dell'Archivio dalla sede degli Uffizi a quella attuale di Piazza Beccaria, avvenuto nel 1988, si dedicò con entusiasmo alle operazioni relative all'ordinamento delle carte nei nuovi locali, con una visione dell'Archivio come istituzione aperta alle nuove esigenze della società e della cultura. Collaborò con la facoltà di Lettere e Filosofia e con il dipartimento di Antropologia dell’Università degli studi di Firenze insegnando ai dottorandi di Lettere, Storia economica, Archivistica, e Storia della Scienza. Dal 1991 insegnò Storia delle Istituzioni presso la Scuola di Archivistica, Paleografia e diplomatica dell'Archivio di Stato di Firenze.
Nel 1998, insieme a docenti dell'Università degli Studi di Firenze, a colleghe dell'Archivio di Stato fiorentino e a studiose che intendevano lavorare insieme alla salvaguardia e alla valorizzazione della memoria femminile, dette vita all'Associazione Archivio per la Memoria e la Scrittura delle Donne, di cui sarà presidente e che dal 2007 sarà a lei intitolata. Dal 2003 al 2005 insegnò presso l'Università degli Studi di Teramo Storia delle istituzioni politiche e sociali e Archivistica e documentazione; nel 2005 conseguì l'idoneità a professore associato e dal gennaio 2006 assunse l'insegnamento di storia moderna presso la Facoltà di Lettere dell'Università degli Studi di Siena
Con il Comitato scientifico dell'Associazione, progettò e realizzò, assumendone il coordinamento generale, il censimento delle scritture di donne conservate negli archivi pubblici e privati della Toscana, dal secolo XV ad oggi.
Oltre ai numerosi strumenti di ricerca realizzati per i fondi documentari dell'Archivio di Stato di Firenze, diede un contributo decisivo all'ideazione e alla realizzazione di edizioni di fonti, come le istruzioni agli ambasciatori della toscana medicea in Spagna e negli Stati dell'Italia spagnola e la Guida ai fondi relativi alla storia Toscana nel XVIII secolo conservati presso l'Archivio di Stato di Vienna, dove svolge ripetute missioni di studio.
Partecipò a numerosi convegni e mostre nazionali e internazionali, impegnandosi anche nell'organizzazione e curandone gli atti: da quello su Il Granducato di Toscana e i Lorena nel secolo XVIII del 1994 a La corte in Toscana dai Medici ai Lorena, del 1997, a quello su Le donne Medici nel sistema europeo delle Corti, del 2005.
È stata componente della Deputazione di storia patria per la Toscana ed ha fatto parte di varie associazioni fra cui: l'Associazione nazionale archivistica italiana, la Società italiana per la storia dell'età moderna la Società italiana delle storiche e la Società italiana di demografia storica.
Sposata con Marcello Verga, docente di storia moderna, ebbe tre figli e morì per un tumore a 55 anni.

## Pubblicazioni principali
- Alessandra Contini e Francesco Martelli, Lo stato civile: una fonte per la storia demografica delle regioni meridionali (1809-1865), in La popolazione italiana nell'Ottocento. Continuità e mutamenti. Relazioni e comunicazioni presentate al Convegno tenuto ad Assisi nei giorni 26-28 aprile 1983, Bologna, Clueb, 1985,  pp. 191-222.
- Alessandra Contini e Francesco Martelli, Le vicende dell'Archivio delle regie rendite nel Settecento, in Carlo Vivoli (a cura di), Dagli archivi all'archivio. Appunti di storia degli archivi fiorentini, Firenze, EDIFIR, 1991,  pp. 83-106.
- Alessandra Contini, Pompeo Neri fra Firenze e Vienna ( 1757-1766), Castelfiorentino, Società Storica della Valdelsa, 1992,  pp. 239-331.
- Vanna Arrighi e Alessandra Contini (a cura di), Gli Archivi della podesteria di Sesto e Fiesole (1540-1870), Firenze, All'Insegna del Giglio, 1993.
- Alessandra Contini, La città regolata: polizia e amministrazione nella Firenze leopoldina (1777-1782), in Istituzione e società in Toscana nell’età Moderna. Atti delle giornate di studio dedicate a Giuseppe Pansini del 4-5 dicembre 1992, vol. I, Roma, Istituto poligrafico dello Stato, 1994,  pp. 426-508.
- Alessandra Contini, La Corte dei Lorena a Firenze dal 1737 al 1859. Fra logiche dinastiche e governo del territorio, in La Corte in Archivio. Apparati, cultura, arte e spettacoli alla Corte lorenese di Toscana. Catalogo a cura di Alessandra Contini e Piero Marchi della mostra organizzata dall’Archivio di Stato di Firenze ( Firenze 15 dicembre 1997-28 marzo 1998), Livorno, Sillabe, 1997.
- Alessandra Contini, Gli uomini della Maison Lorraine: ministri, ’savants’, militari e funzionari lorenesi nella Toscana della Reggenza, in Il granducato di Toscana e i Lorena nel secolo XVIII. Atti del convegno internazionale di Studio, Archivio di Stato 22-24 settembre 1994, a cura di Alessandra Contini e Maria Grazia Parri, Firenze, Olschki, 1999,  pp. 207-284.
- Alessandra Contini, Aspects of Mediceans Diplomacy in the Sixteenth century, in Politics and Diplomacy in Early Modern Italy: the structures of diplomatic practice, 1450- 1800, a cura di Daniela Frigo, Cambridge, Cambridge University Press, 2000,  pp. 49-94.
- Alessandra Contini, Dinastia, patriziato e politica estera: ambasciatori e segretari medicei nel Cinquecento, in Ambasciatori e nunzi. Figure della diplomazia in età moderna, a cura di Daniela Frigo, in «Cheiron», 1998,  pp. 57-131.
- Alessandra Contini, Lo stato dei Lorena, in Storia della civiltà Toscana, vol. IV, L’età dei Lumi, a cura di Furio Diaz, Firenze, Le Monnier, 1999,  pp. 3-25.
- Alessandra Contini, La Deputazione sopra gli ospedali e luoghi pii nel XVIII secolo in Toscana. Fonti e contesti, in «Popolazione e storia», numero unico\2000,  pp. 219-244.
- Alessandra Contini, L’ “Archivio per la memoria e la scrittura delle donne”: una prospettiva a confronto fra Storia e Letteratura, in «Le Carte e la Storia», 2\2001,  pp. 143-146.
- Alessandra Contini, L’informazione politica sugli Stati italiani non spagnoli nelle relazioni veneziane a metà Cinquecento (1558-1566), in L’informazione politica in Italia ( secoli XVI-XVIII), Pisa, Scuola Normale Superiore, 2001,  pp. 1-57.
- Alessandra Contini, Concezione della sovranità e vita di corte in età leopoldina (1765-1790), in La corte in Toscana dai Medici ai Lorena, a cura di Anna Bellinazzi e Alessandra Contini, Roma, Ministero per i Beni e le Attività Culturali, 2002,  pp. 129-220.
- Alessandra Contini, La Reggenza lorenese fra Firenze e Vienna. Logiche dinastiche, uomini e governo, 1737-1766, Firenze, Olschki, 2002.
- Alessandra Contini, Corpo, genere, punibilità negli ordinamenti di polizia della Firenze leopoldina, in Corpi e storia: Donne, uomini e corpi dall’età antica al mondo contemporaneo, a cura di Nadia Maria Filippini, Tiziana Plebani, Anna Scattigno, Roma, Viella, 2002,  pp. 39-67.
- Alessandra Contini e Ernestina Pellegrini, Grafie del sé. Dialogo ai confini fra Storia e letteratura, in Canonizzazioni, a cura di Monica Farnetti, vol. II. Atti del Convegno Grafie del sé: letterature comparate a confronto, novembre 2000, Bari, Adriatica Editrice, 2002,  pp. 121-147.
- Alessandra Contini, Provocazione di un archivio: l’Archivio per la scrittura e la memoria delle donne, in «Genesis», I, 2, 2002,  pp. 25-35.

- Alessandra Contini, "La naissance n’est qu’effet du hazard”. L’educazione delle principesse e dei principi alla corte leopoldina, in Sergio Bertelli e Renato Pasta (a cura di), Vivere a Pitti, Una reggia dai Medici ai Savoia, Firenze, Olschki, 2003,  pp. 389-439.
- Alessandra Contini e Orsola Gori, Dentro la Reggia. Pitti e Boboli nel Settecento, Firenze, Edifir, 2004.
- Alessandra Contini e Anna Scattigno (a cura di), Carte di donne. Per un censimento regionale della scrittura delle donne dal XVI al XX secolo, I-II, Roma, Edizioni di Storia e Letteratura, 2005-2007.

- Alessandra Contini e Paola Volpini (a cura di), Istruzioni agli ambasciatori e inviati medicei in Spagna e nell'"Italia Spagnola" (1536-1648). I,1536-1586, Roma, Ministero per i Beni e le Attività Culturali, 2007.